# Colette Le Gouz de Saint-Seine
Pour les articles homonymes, voir Lecointre.
Colette Le Gouz de Saint-Seine, née Colette, Marie-Chantal Lecointre le 19 novembre 1920 à Saint-Symphorien (Tours) et morte le 17 septembre 2017 à La Chapelle-Blanche-Saint-Martin, est une éleveuse-sélectionneuse d'animaux enregistrés sous l'appellation officielle « Grillemont ». 

## Biographie
Descendante d’une famille de gentilshommes veneurs du Cher, Colette Lecointre est la fille de Georges Lecointre (1888-1972), géologue, paléontologue, exploitant agricole et résistant français et de Solange Chenu de Mangou (1897-1954), cynophile, éleveuse de chiens, chèvres et animaux de basse-cour. Fille unique, elle baigne depuis son enfance dans les activités de ses parents et suit la voie de sa mère qui s'intéresse particulièrement aux lévriers dans leur domaine du château de Grillemont, situé à La Chapelle-Blanche-Saint-Martin (Indre-et-Loire). Un sport nouveau, le racing, course de lévriers courant après un lièvre de chiffon, inventé en 1925 par un Américain, vient d'apparaître en France et Solange Lecointre participe avec ses lévriers greyhound à des courses en France et à l'étranger. Elle fonde en 1933 avec Paul Daubigné, célèbre journaliste du Chasseur français, la Société des courses de lévriers de l'Ouest (SOCLO) et créé seule le Club des amateurs de greyhounds de France[réf. nécessaire].  
Dès 1936, Colette Lecointre reçoit en cadeau son premier greyhound et commence son propre élevage. Elle se marie le 23 juillet 1943 avec Christian Le Gouz de Saint-Seine (1916-1995) et aura avec lui trois enfants. A l'instar de sa mère, elle se tourne maintenant vers l'élevage des lévriers whippets et organise avec elle, au nom du Club de Grillemont, des courses avec un système de leurre monté sur chaîne dans les divers départements du Centre-Ouest[réf. nécessaire].

## Carrière et vie professionnelle
Après la Seconde Guerre mondiale, Colette Lecointre se met à l'élevage, à l'entraînement et à la compétition des whippet, et fait ses premiers essais de courses internationales en Espagne à Barcelone et en Italie au Grand Prix de Rome. Elle aménage un cynodrome dans le parc du château familial où est désormais utilisé le "lapin-ficelle", peau de lapin attachée à une ficelle en nylon de 200 à 300 mètres. Elle s'intéresse également aux chèvres et, avec un noyau d'éleveurs, composé de beaucoup de femmes, reprend l'élevage caprin en Touraine, sélectionnant les bêtes et les présentant aux comices agricoles du département. La race des Alpines chamoisées est mise en valeur grâce à elle. En 1958elle est élue présidente fondatrice du Syndicat des éleveurs de chèvres en Touraine, militant pour relancer la production fermière de lait de chèvre qui servira à la fabrication du célèbre fromage de Sainte-maure-de-touraine. Elle aura consacré toute sa vie à l'élevage et contribué à l'essor du fromage de Sainte-Maure, appellation d'origine contrôlée (AOC) depuis 1990[réf. nécessaire].  

## Prix et distinctions
- Officier de l'Ordre national du Mérite
- Chevalier du Mérite agricole